# Вали (Козенца)
Вали је насеље у Италији у округу Козенца, региону Калабрија.
Према процени из 2011. у насељу је живело 309 становника. Насеље се налази на надморској висини од 613 м.